# Jean Panno
Pas d'image ? Cliquez ici

a Compétitions nationales et continentales officielles uniquement.

b Matchs officiels uniquement.
Jean Panno, né le 21 juillet 1932 à Chenières et mort le 26 juin 1991 à Sainte-Bazeille, est un joueur de rugby à XIII qui devient par la suite directeur technique de l'équipe de France de rugby à XIII.
Il effectue sa carrière sportive à Villeneuve-sur-Lot avec lequel il remporte plusieurs titres de Championnat de France (1959 et 1964) et Coupe de France (1958 et 1964) en compagnie d'Antoine Jimenez, Jean-Pierre Clar, Christian Sabatié, Angélo Boldini et Jacques Merquey.
Fort de ses performances en club, il est un joueur régulier de l'équipe de France entre 1959 et 1965 et des succès contre l'Australie ou la Grande-Bretagne.
Après sa carrière sportive, il devient dirigeant au sein du club de Tonneins puis directeur technique de l'équipe de France de rugby à XIII.

## Biographie
Son gendre est l'international français de rugby à XV Daniel Dubroca qui intègre l'entreprise familiale créé par Jean Panno en 1977. Jean Panno décède d'un accident du travail d'installation d'une chambre froide en chutant de onze mètres du haut d'un toit.

## Palmarès
- Collectif :
  - Vainqueur du Championnat de France : 1959 et 1964 (Villeneuve-sur-Lot).
  - Vainqueur de la Coupe de France : 1958 et 1964 (Villeneuve-sur-Lot).
  - Vainqueur du Championnat de France de 2e division : 1955 (Lavardac) et 1968 (Tonneins).
  - Finaliste du Championnat de France : 1962 et 1965 (Villeneuve-sur-Lot).